# The X Factor (Itália)
X Factor é a versão italiana da competição musical de mesmo nome, que se transmite mundialmente. O reality é transmitido pela Sky Uno.